# Disputa de la isla Tuzla
La disputa de la isla Tuzla fue un conflicto fronterizo y diplomático que enfrentó a Ucrania y Rusia en 2003 por el control de la isla Tuzla ubicado en el estrecho de Kerch dentro del mar de Azov, entre las penínsulas de Kerch y Tamán.

## Descripción
La parte rusa comenzó a construir una presa desde la península de Tamán hacia la isla para revivir la península erosionada sin consultas preliminares con las autoridades del gobierno ucraniano. Después de que se suspendiera la construcción de la presa de 3,8 km de largo en el punto exacto de la frontera ruso-ucraniana, la distancia entre la presa y la isla es ahora de 1200 m (3900 pies). La construcción de la presa provocó el aumento de la intensidad de la corriente en el estrecho y el deterioro de la isla. Para evitar el deterioro, el gobierno de Ucrania financió obras de tierra para profundizar el lecho del estrecho. El motivo de esos trabajos en tierra era evitar que los barcos rusos tuvieran que pagar un peaje a sus pares ucranianos por cruzar el estrecho de Kerch, que se considera aguas territoriales de Ucrania. Kiev se negó a reconocer el estrecho como aguas interiores de ambos países hasta 2003.
El 21 de octubre de 2003, el Servicio de Frontera de Ucrania arrestó al remolcador ruso Truzhenik que cruzó la frontera estatal de Ucrania y realizó vigilancia fotográfica y por vídeo de la isla. Después del incidente, se creó un protocolo respectivo y el barco fue devuelto a las autoridades fronterizas rusas. El 23 de octubre de 2003, el parlamento ucraniano emitió una resolución "para eliminar una amenaza a la integridad territorial de Ucrania que apareció como resultado de la construcción de una represa por parte de la Federación Rusa en el estrecho de Kerch". Se creó una comisión parlamentaria especial provisional para investigar el caso más a fondo.
El 30 y 31 de octubre de 2003, comenzaron conversaciones entre Kiev y Moscú que llevaron a la suspensión de la construcción de la represa. Debido al conflicto, el 2 de diciembre de 2003 se instaló en la isla una estación de la patrulla fronteriza ucraniana. El 5 de diciembre de 2003, el Gabinete de Ucrania emitió la Orden #735p sobre medidas urgentes para salvar la isla. El 4 de julio de 2004, el Gabinete de Ucrania emitió la Orden #429p, que preveía la construcción de estructuras de refuerzo en la costa y el traslado de población de los territorios inundados.

## Secuelas
Tras el conflicto de 2003, el Consejo Supremo de Crimea ordenó el establecimiento de un nuevo asentamiento en la isla. Sin embargo, el 6 de septiembre de 2006, la administración de la ciudad de Kerch se negó a crear tal asentamiento, ya que entraba en conflicto con la composición administrativo-territorial de la ciudad.
La distancia a la presa sin terminar que se extiende desde la península de Tamán es de unos 100 m (330 pies), con una profundidad de agua a lo largo de la antigua poco profunda de no más de 60 cm (24 pulgadas).
Las disputas sobre el derecho de paso fueron resueltas por un acuerdo bilateral de 2003 sobre cooperación en el uso del mar de Azov y el estrecho de Kerch, que hizo que estos cuerpos de agua compartieran las aguas internas de ambos países, pero el conflicto prácticamente fue resuelto de facto por la anexión rusa de Crimea, que incluía a la isla de Tuzla.